# Aloe ballyi
Aloe ballyi ist eine Pflanzenart der Gattung der Aloen in der Unterfamilie der Affodillgewächse (Asphodeloideae). Das Artepitheton ballyi ehrt den Schweizer Botaniker Peter René Oscar Bally (1895–1980).

## Beschreibung

### Vegetative Merkmale
Aloe ballyi wächst stammbildend und einfach. Die aufrechten Stämme erreichen eine Länge von 5 bis 6 Meter und einen Durchmesser von 10 bis 15 Zentimeter. Die lanzettlichen und lang verschmälert-zugespitzten Laubblätter bilden dichte Rosetten. Junge Blätter sind ausgebreitet, später sind sie stark zurückgebogen. Die graugrüne Blattspreite ist 90 Zentimeter lang und 14 Zentimeter breit. Die Blattoberfläche ist glatt. Die stechenden, gelegentlich hakigen, weißen Zähne am Blattrand sind 4 bis 5 Millimeter lang und stehen 10 bis 15 Millimeter voneinander entfernt. Der farblose Blattsaft ist giftig. Sein starker Geruch erinnert an Ratten oder Mäuse.

### Blütenstände und Blüten
Der etwas schiefe Blütenstand besteht aus etwa 20 Zweigen und erreicht eine Länge von 60 Zentimeter. Die lockeren Trauben sind bis zu 14 Zentimeter lang. Endständige Trauben sind zylindrisch, seitliche bestehen aus etwa 20 fast bis ganz einseitswendigen Blüten. Die eiförmig-zugespitzten Brakteen weisen eine Länge von 5 Millimeter auf und sind 5 Millimeter breit. Die karminroten bis rötlich orangefarbenen Blüten sind grün gespitzt und stehen an 10 Millimeter langen Blütenstielen. Die Blüten sind 33 Millimeter lang und an ihrer Basis gerundet. Auf Höhe des Fruchtknotens weisen die Blüten einen Durchmesser von 9 Millimeter auf. Darüber sind sie nur wenig verengt. Ihre äußeren Perigonblätter sind auf einer Länge von 22 Millimetern nicht miteinander verwachsen. Die Staubblätter und der Griffel ragen 4 bis 5 Millimeter aus der Blüte heraus.

### Genetik
Die Chromosomenzahl beträgt {\displaystyle 2n=14}.

## Systematik und Verbreitung
Aloe ballyi ist im Südosten von Kenia und im Nordosten von Tansania in dichtem Busch und Flussuferdickichten in Höhen von 900 bis 1500 Metern verbreitet.
Die Erstbeschreibung durch Gilbert Westacott Reynolds wurde 1953 veröffentlicht.

## Nachweise